# Macroglossum eichhorni
Macroglossum eichhorni là một loài bướm đêm thuộc họ Sphingidae, chi Macroglossum.